# Теслић
Теслић је насељено мјесто и центар града Теслић у западном дијелу Републике Српске, БиХ. Према попису становништва из 2013. у насељу је живјело 7.057 становника.

## Историја
Жупа Усора је од 7. вијека до владавине Часлава Клонимировића била у саставу самосталне српске државе. Од доба владавине босанског бана Кулина (1170—1204) владајућа вјера у Босни је богумилство. Богумилство се до 15. вијека скоро у потпуности изгубило. Из тог времена најзначајнији споменици су стећци, којих је било доста и на овим подручјима, цијелој Гомјеници и подручју Рудопоља.
Сам урбани центар Теслића је подигнут доласком Аустроугарске монархије, у посљедњој деценији 19. вијека. Прије подизања града на том мјесту није постојало никакво насеље, а сама пољана се звала Табор-поље. Мјеста у околини данашњег Теслића, као што су Чечава, Бања Врућица и Прибинић, далеко су старија од града Теслића. Нека од њих потичу још из средњег вијека.

## Привреда
Теслић је такође познат као туристичка дестинација, углавном због Бање Врућице, у којој се лече кардио-васкуларне болести. Са комплексом од пет хотела и капацитетом више од 1.000 лежајева, Бања Врућица је једно од највећих туристичких капацитета у Републици Српској, БиХ. Важна је и оближња планина Борја, са два хотела и спортским установама.

## Галерија
- Теслић у првим годинама постојања
- Теслић између два свјетска рата, фотографија у власништву Музеја у Добоју

## Становништво
|                      | 2013.          | 1991.           | 1981.           | 1971.           | 1961.          |
| Укупно               | 7 057 (100,0%) | 8 655 (100,0%)  | 6 660 (100,0%)  | 4 874 (100,0%)  | 3 803 (100,0%) |
| Срби                 | 5 603 (79,40%) | 3 571 (41,26%)  | 2 465 (37,01%)  | 1 951 (40,03%)  | –              |
| Бошњаци              | 704 (9,976%)   | 1 889 (21,83%)1 | 1 568 (23,54%)1 | 1 595 (32,72%)1 | –              |
| Хрвати               | 320 (4,535%)   | 766 (8,850%)    | 954 (14,32%)    | 1 103 (22,63%)  | –              |
| Неизјашњени          | 191 (2,707%)   | –               | –               | –               | –              |
| Босанци              | 57 (0,808%)    | –               | –               | –               | –              |
| Остали               | 50 (0,709%)    | 442 (5,107%)    | 57 (0,856%)     | 102 (2,093%)    | –              |
| Муслимани            | 43 (0,609%)    | –               | –               | –               | –              |
| Југословени          | 37 (0,524%)    | 1 987 (22,96%)  | 1 557 (23,38%)  | 69 (1,416%)     | –              |
| Православци          | 11 (0,156%)    | –               | –               | –               | –              |
| Роми                 | 10 (0,142%)    | –               | –               | –               | –              |
| Словенци             | 8 (0,113%)     | –               | 7 (0,105%)      | 10 (0,205%)     | –              |
| Босанци и Херцеговци | 8 (0,113%)     | –               | –               | –               | –              |
| Црногорци            | 6 (0,085%)     | –               | 51 (0,766%)     | 34 (0,698%)     | –              |
| Непознато            | 5 (0,071%)     | –               | –               | –               | –              |
| Украјинци            | 3 (0,043%)     | –               | –               | –               | –              |
| Турци                | 1 (0,014%)     | –               | –               | –               | –              |
| Македонци            | –              | –               | 1 (0,015%)      | 1 (0,021%)      | –              |
| Албанци              | –              | –               | –               | 9 (0,185%)      | –              |

1. 1 На пописима од 1971. до 1991. Бошњаци су пописивани углавном као Муслимани.

## Познате личности
- Слободан Рељић, српски новинар и социолог.
- Жељка Цвијановић, српска политичарка и бивша председница и председница Владе Републике Српске.